# باب لعبيد (تسلطانت)
{{معلومات مدينة
| الاسم الرسمي = باب لعبيد
| خلفية =
| اسم2 =لالة شافية
| صورة =
| تعليق الصورة =
| حجم الصورة =
| بدل الصورة =
| علم =
| تعليق علم =
| شعار =
| تعليق شعار =
| اللقب =باب لعبيد
| شعار نصي =
| تاريخ التأسيس =1984
| خريطة المدينة =
| تعليق على الخريطة =
| حجم الخريطة =
| البلد =المغرب
| العاصمة =الرباط
| نوع المنطقة = مراكش آسفي
| اسم المنطقة = مراكش آسفي
| نوع المنطقة 2 = مراكش
| اسم المنطقة 2 = مراكش
| نوع المنطقة 3 = الدائرة
| اسم المنطقة 3 = سعادة
| نوع المنطقة 4 = الجماعة القروية
| اسم المنطقة 4 = تسلطانت
| نوع المنطقة 5 = المشيخة
| اسم المنطقة 5 =تسلطانت
| نوع المنطقة 6 =مشيخة دوار كوكو
| اسم المنطقة 6 =
| نوع المنطقة 7 =
| اسم المنطقة 7 =
| نوع المنطقة 8 =
| اسم المنطقة 8 =
| عاصمة سابقة لـ =
| المسؤول الأعلى =
| اسم المسؤول = 
| المسؤول الثاني =
| اسم المسؤول الثاني =
| المسؤول الثالث =
| اسم المسؤول الثالث =
| المساحة الكلية 200m×180m
| ارتفاع =6m
| التعداد السكاني = 947نسمة
| الكثافة السكانية =
| سنة التعداد = [[الإحصاء العام للسكان والسكنى لسنة 2019 (المغرب)[2019]]
| الذكور =
| الإناث =
| عدد الأسر = ~86
| عدد المساكن =
| إحداثيات =
| خط الطول =
| دائرة العرض = 
| خريطة البلد =
| عنوان تحت الخريطة =
| التوقيت =0:00
| فرق التوقيت =0:00
| غرينتش توقيت صيفي =+1:00
| الرمز البريدي =
| الرمز الهاتفي =+212
| الموقع الرسمي =
}}
باب لعبيد هو دُوَّار يقع بجماعة تسلطانت، عمالة مراكش، جهة مراكش آسفي في المملكة المغربية. ينتمي الدوّار لمشيخة تسلطانت التي تضم 33 دوار. يقدر عدد سكانه بـ 947 نسمة حسب الإحصاء الرسمي للسكان والسكنى لسنة 2019.

## روابط خارجية
- البوابة الوطنية للجماعات الترابية
- المندوبية السامية للتخطيط